# Euskal Bizikleta 1998
La Euskal Bizikleta 1998, ventinovesima edizione della corsa, si svolse in cinque tappe dal 27 maggio al 31 maggio 1998 per un percorso di 687,7 km. Fu vinta dallo spagnolo Abraham Olano, che terminò in 17h28'33".

## Tappe
| Tappa  | Data      | Percorso                              | km    | Vincitore di tappa | Leader cl. generale |
| ------ | --------- | ------------------------------------- | ----- | ------------------ | ------------------- |
| 1ª     | 27 maggio | Eibar > Mendaro                       | 156,7 | Jeroen Blijlevens  | Jeroen Blijlevens   |
| 2ª     | 28 maggio | Mendaro > Laguardia                   | 172,4 | Marco Milesi       | Marco Milesi        |
| 3ª     | 29 maggio | Laguardia-Biasteri > Bergara          | 152,2 | Laurent Jalabert   | Laurent Jalabert    |
| 4ª-1ª  | 30 maggio | Bergara > Abadiño                     | 84,8  | Laurent Jalabert   | Laurent Jalabert    |
| 4ª-2ª  | 30 maggio | Elorrio > Abadiño (cron. individuale) | 14,9  | Abraham Olano      | Abraham Olano       |
| 5ª     | 31 maggio | Iurreta > Arrate (Eibar)              | 106,7 | Bjarne Riis        | Abraham Olano       |
| Totale | Totale    | Totale                                | 687,7 |                    |                     |

## Squadre e corridori partecipanti
Le 18 squadre partecipanti alla gara furono:
| N. | Cod. | Squadra                          |
| -- | ---- | -------------------------------- |
|    | ONC  | ONCE-Deutsche Bank               |
|    | TEL  | Team Deutsche Telekom            |
|    | BAN  | Banesto                          |
|    | MER  | Mercatone Uno-Bianchi            |
|    | KEL  | Kelme-Costa Blanca               |
|    | LOT  | Lotto-Mobistar                   |
|    | COF  | Cofidis, le Crédit par Téléphone |
|    | EUS  | Euskaltel-Euskadi                |
|    | RAB  | Rabobank                         |

| N. | Cod. | Squadra                   |
| -- | ---- | ------------------------- |
|    | AIS  | Asics-CGA                 |
|    | VIT  | Vitalicio Seguros         |
|    | AVI  | Avianca-Telecom-Kelme     |
|    | BRE  | Brescialat-Liquigas       |
|    | EST  | Estepona-Brepac           |
|    | FDJ  | Française des Jeux        |
|    | ONC  | ONCE-Deutsche Bank        |
|    | RIS  | Riso Scotti-MG Maglificio |
|    | TVM  | TVM-Farm Frites           |

## Dettagli delle tappe

### 1ª tappa
- 27 maggio: Eibar > Mendaro – 156,7 km

Risultati
| Pos. | Corridore         | Squadra       | Tempo    |
| ---- | ----------------- | ------------- | -------- |
| 1    | Jeroen Blijlevens | TVM-Farm Fr.  | 4h19'03" |
| 2    | Laurent Jalabert  | ONCE          | s.t.     |
| 3    | Giovanni Lombardi | Deutsche Tel. | s.t.     |

| Pos. | Corridore         | Squadra       | Tempo    |
| ---- | ----------------- | ------------- | -------- |
| 1    | Jeroen Blijlevens | TVM-Farm Fr.  | 4h19'03" |
| 2    | Laurent Jalabert  | ONCE          | s.t.     |
| 3    | Giovanni Lombardi | Deutsche Tel. | s.t.     |

### 2ª tappa
- 28 maggio: Mendaro > Laguardia – 172,4 km

Risultati
| Pos. | Corridore        | Squadra    | Tempo    |
| ---- | ---------------- | ---------- | -------- |
| 1    | Marco Milesi     | Brescialat | 4h09'33" |
| 2    | Fabio Roscioli   | Asics-CGA  | s.t.     |
| 3    | Laurent Jalabert | ONCE       | a 2"     |

| Pos. | Corridore        | Squadra    | Tempo    |
| ---- | ---------------- | ---------- | -------- |
| 1    | Marco Milesi     | Brescialat | 8h28'36" |
| 2    | Fabio Roscioli   | Asics-CGA  | a 2"     |
| 3    | Laurent Jalabert | ONCE       | a 15"    |

### 3ª tappa
- 29 maggio: Laguardia-Biasteri > Bergara – 152,2 km

Risultati
| Pos. | Corridore        | Squadra        | Tempo    |
| ---- | ---------------- | -------------- | -------- |
| 1    | Laurent Jalabert | ONCE           | 3h53'07" |
| 2    | Andrej Teterjuk  | Lotto-Mobistar | s.t.     |
| 3    | Abraham Olano    | Banesto        | s.t.     |

| Pos. | Corridore        | Squadra | Tempo     |
| ---- | ---------------- | ------- | --------- |
| 1    | Laurent Jalabert | ONCE    | 12h21'58" |
| 2    | Abraham Olano    | Banesto | s.t.      |
| 3    | Víctor Hugo Peña | Avianca | s.t.      |

### 4ª tappa-1ª semitappa
- 30 maggio: Bergara > Abadiño – 84,8 km

Risultati
| Pos. | Corridore        | Squadra        | Tempo    |
| ---- | ---------------- | -------------- | -------- |
| 1    | Laurent Jalabert | ONCE           | 2h04'14" |
| 2    | Bjarne Riis      | Deutsche Tel.  | s.t.     |
| 3    | Andrej Teterjuk  | Lotto-Mobistar | s.t.     |

| Pos. | Corridore        | Squadra | Tempo     |
| ---- | ---------------- | ------- | --------- |
| 1    | Laurent Jalabert | ONCE    | 14h26'12" |
| 2    | Abraham Olano    | Banesto | s.t.      |
| 3    | Víctor Hugo Peña | Avianca | s.t.      |

### 4ª tappa-2ª semitappa
- 30 maggio: Elorrio > Abadiño – Cronometro individuale – 14,9 km

Risultati
| Pos. | Corridore        | Squadra    | Tempo  |
| ---- | ---------------- | ---------- | ------ |
| 1    | Abraham Olano    | Banesto    | 17'12" |
| 2    | Daniele Contrini | Brescialat | a 25"  |
| 3    | Aitor Garmendia  | Banesto    | a 25"  |

| Pos. | Corridore        | Squadra | Tempo     |
| ---- | ---------------- | ------- | --------- |
| 1    | Abraham Olano    | Banesto | 14h48'24" |
| 2    | Aitor Garmendia  | Banesto | a 25"     |
| 3    | Laurent Jalabert | ONCE    | s.t.      |

### 5ª tappa
- 31 maggio: Iurreta > Arrate (Eibar) – 106,7 km

Risultati
| Pos. | Corridore         | Squadra       | Tempo    |
| ---- | ----------------- | ------------- | -------- |
| 1    | Bjarne Riis       | Deutsche Tel. | 2h40'01" |
| 2    | Abraham Olano     | Banesto       | a 8"     |
| 3    | José Castelblanco | Avianca       | s.t.     |

| Pos. | Corridore        | Squadra | Tempo     |
| ---- | ---------------- | ------- | --------- |
| 1    | Abraham Olano    | Banesto | 17h28'33" |
| 2    | Aitor Garmendia  | Banesto | a 38"     |
| 3    | Laurent Jalabert | ONCE    | s.t.      |

## Classifiche finali

### Classifica generale
| Pos. | Corridore         | Squadra        | Tempo     |
| ---- | ----------------- | -------------- | --------- |
| 1    | Abraham Olano     | Banesto        | 17h28'33" |
| 2    | Aitor Garmendia   | Banesto        | a 38"     |
| 3    | Laurent Jalabert  | ONCE           | s.t.      |
| 4    | Andrej Teterjuk   | Lotto-Mobistar | a 1'02"   |
| 5    | Roland Meier      | Cofidis        | a 1'13"   |
| 6    | Víctor Hugo Peña  | Avianca        | a 1'15"   |
| 7    | Mikel Zarrabeitia | ONCE           | a 1'19"   |
| 8    | Fernando Escartín | Kelme          | a 1'26"   |
| 9    | Georg Totschnig   | Deutsche Tel.  | a 1'33"   |
| 10   | Patrick Jonker    | Rabobank       | a 1'34"   |

### Classifica a punti
| Pos. | Corridore        | Squadra        | Punti |
| ---- | ---------------- | -------------- | ----- |
| 1    | Laurent Jalabert | ONCE           | 112   |
| 2    | Abraham Olano    | Banesto        | 80    |
| 3    | Andrej Teterjuk  | Lotto-Mobistar | 48    |
| 4    | Bjarne Riis      | Deutsche Tel.  | 45    |
| 5    | Daniele Contrini | Brescialat     | 42    |

### Classifica scalatori
| Pos. | Corridore               | Squadra   | Punti |
| ---- | ----------------------- | --------- | ----- |
| 1    | José Castelblanco       | Avianca   | 45    |
| 2    | Ramón González Arrieta  | Euskaltel | 39    |
| 3    | Alberto López de Munain | Euskaltel | 32    |
| 4    | Víctor Hugo Peña        | Avianca   | 28    |
| 5    | Roberto Laiseka         | Euskaltel | 23    |

### Classifica squadre
| Pos. | Squadra               | Tempo     |
| ---- | --------------------- | --------- |
| 1    | Banesto               | 52h27'29" |
| 2    | Team Deutsche Telekom | a 2'31"   |
| 3    | ONCE-Deutsche Bank    | a 3'19"   |
| 4    | Avianca-Telecom-Kelme | a 4'18"   |
| 5    | Vitalicio Seguros     | a 7'51"   |